# Presidencia del Parlamento Europeo
La presidencia del Parlamento Europeo asume el puesto de mayor responsabilidad y representación de la primera institución de la Unión Europea; el Parlamento Europeo, que junto al Consejo de la Unión, ejerce el poder legislativo y presupuestario, y desempeña además las superiores funciones de control político y legislativo.
La presidencia dirige y ordena los debates y trabajos del Pleno, la Conferencia de presidentes de los Grupos Políticos y la Mesa del Parlamento, y vela por la correcta aplicación del Reglamento. Tiene asimismo la máxima representación, interior y exterior, de la institución, y su firma es, junto con la de la presidencia del Consejo, indispensable para la entrada en vigor de los actos legislativos aprobados por ambas cámaras. A quién ostente la presidencia le corresponde la más alta preferencia protocolaria europea.
La presidencia es elegida por la mayoría absoluta del Parlamento, entre sus miembros, y su mandato es de dos años y medio renovables (la mitad de una legislatura). La actual presidenta del Parlamento Europeo es la diputada maltesa Roberta Metsola desde el 11 de enero de 2022.

## Listado de presidentes

### 1952-1958: Asamblea Común
| Periodo   | Presidente                                                     | Partido                               | Estado   |
| 1952-1954 | Paul-Henri Spaak                                               | Socialista                            | Bélgica  |
| 1954      | Alcide De Gasperi (muerto durante el mandato, el 19 de agosto) | Democracia Cristiana                  | Italia   |
| 1954-1956 | Giuseppe Pella                                                 | Democracia Cristiana                  | Italia   |
| 1956-1958 | Hans Furler                                                    | Unión Demócrata Cristiana de Alemania | Alemania |

### 1958-1962: Asamblea Parlamentaria
| Periodo   | Presidente     | Partido                               | Estado              |
| 1958-1960 | Robert Schuman | Movimiento Republicano Popular        | Francia             |
| 1960-1962 | Hans Furler    | Unión Demócrata Cristiana de Alemania | Alemania Occidental |

### 1962-1979: Parlamento designado
| Periodo   | Presidente             | Partido                             | Estado              |
| 1962-1964 | Gaetano Martino        | Partido Liberal Italiano            | Italia              |
| 1964-1965 | Jean Pierre Duvieusart | Cristiano Demócrata                 | Bélgica             |
| 1965-1966 | Victor Leemans         | Cristiano Demócrata                 | Bélgica             |
| 1966-1969 | Alain Poher            | Movimiento Republicano Popular      | Francia             |
| 1969-1971 | Mario Scelba           | Democracia Cristiana                | Italia              |
| 1971-1973 | Walter Behrendt        | Partido Socialdemócrata de Alemania | Alemania Occidental |
| 1973-1975 | Cornelis Berkhouwer    | Liberal                             | Países Bajos        |
| 1975-1977 | Georges Spénale        | Partido Socialista Francés          | Francia             |
| 1977-1979 | Emilio Colombo         | Democracia Cristiana                | Italia              |

### Desde 1979: Parlamento elegido
| Legislatura | Periodo   | Presidente                          | Partido                                                            | Estado       |
| I           | 1979-1982 | Simone Veil                         | Partido Europeo de los Liberales, Demócratas y Reformistas         | Francia      |
| I           | 1982-1984 | Piet Dankert                        | Partido Socialista Europeo                                         | Países Bajos |
| II          | 1984-1987 | Pierre Pflimlin                     | Unión para la Democracia Francesa/Reagrupamiento para la República | Francia      |
| II          | 1987-1989 | Henry Plumb                         | Partido Popular Europeo                                            | Reino Unido  |
| III         | 1989-1992 | Enrique Barón Crespo                | Partido Socialista Europeo                                         | España       |
| III         | 1992-1994 | Egon Klepsch                        | Partido Popular Europeo                                            | Alemania     |
| IV          | 1994-1997 | Klaus Hänsch                        | Partido Socialista Europeo                                         | Alemania     |
| IV          | 1997-1999 | José María Gil-Robles y Gil-Delgado | Partido Popular Europeo                                            | España       |
| V           | 1999-2002 | Nicole Fontaine                     | Partido Popular Europeo                                            | Francia      |
| V           | 2002-2004 | Pat Cox                             | Partido Europeo de los Liberales, Demócratas y Reformistas         | Irlanda      |
| VI          | 2004-2007 | Josep Borrell                       | Partido Socialista Europeo                                         | España       |
| VI          | 2007-2009 | Hans-Gert Poettering                | Partido Popular Europeo                                            | Alemania     |
| VII         | 2009-2012 | Jerzy Buzek                         | Partido Popular Europeo                                            | Polonia      |
| VII         | 2012-2014 | Martin Schulz                       | Grupo de la Alianza Progresista de Socialistas y Demócratas        | Alemania     |
| VIII        | 2014-2017 | Martin Schulz                       | Grupo de la Alianza Progresista de Socialistas y Demócratas        | Alemania     |
| VIII        | 2017-2019 | Antonio Tajani                      | Partido Popular Europeo                                            | Italia       |
| IX          | 2019-2022 | David Sassoli                       | Grupo de la Alianza Progresista de Socialistas y Demócratas        | Italia       |
| IX          | 2022-2024 | Roberta Metsola                     | Partido Popular Europeo                                            | Malta        |
| X           | 2024-act. | Roberta Metsola                     | Partido Popular Europeo                                            | Malta        |

## Elección del presidente
V Legislatura
Tras las elecciones de junio de 1999, la presidenta del Parlamento Europeo fue Nicole Fontaine. El Partido Popular Europeo venció en las elecciones, seguido por el Partido de los Socialistas Europeos.
Elección del 9º presidente
Fontaine se impuso en la primera ronda por 306 votos contra 200 de Soares y 49 de la verde Heidi Hautala. 
| Candidatos      | Partido                             | Estado    | Votos |
| --------------- | ----------------------------------- | --------- | ----- |
| Nicole Fontaine | Partido Popular Europeo             | Francia   | 306   |
| Mario Soares    | Partido de los Socialistas Europeos | Portugal  | 200   |
| Heidi Hautala   | Los Verdes                          | Finlandia | 49    |

### VI legislatura
Tras las elecciones europeas de junio de 2004, los eurodiputados escogidos por los ciudadanos europeos compusieron el nuevo Parlamento, en el que la primera fuerza fue el Partido Popular Europeo, seguida por el Partido de los Socialistas Europeos. Estas dos formaciones pactaron escoger a un presidente socialista de mitad de 2004 a enero de 2007 y, posteriormente, de enero de 2007 a mitad de 2009, un presidente popular.

#### Elección del 11.º presidente
El 21 de julio de 2004, se votó en el Parlamento la elección del nuevo presidente.
| Candidatos        | Partido                                        | Estado  | Votos |
| ----------------- | ---------------------------------------------- | ------- | ----- |
| Josep Borrell     | Partido Socialista Europeo                     | España  | 388   |
| Bronisław Geremek | Partido Europeo Liberal Demócrata y Reformista | Polonia | 208   |
| Francis Wurtz     | Partido de la Izquierda Europea                | Francia | 51    |

#### Elección del 12.º presidente
El 16 de enero de 2007, se votó en el Parlamento la elección del nuevo presidente.
| Candidatos          | Partido                         | Estado    | Votos |
| ------------------- | ------------------------------- | --------- | ----- |
| Hans-Gert Pöttering | Partido Popular Europeo         | Alemania  | 450   |
| Monica Frassoni     | Partido Verde Europeo           | Italia    | 145   |
| Francis Wurtz       | Partido de la Izquierda Europea | Francia   | 48    |
| Jens-Peter Bonde    | Independencia y Democracia      | Dinamarca | 46    |

### VII legislatura

#### Elección del 13º presidente
El 14 de julio de 2009, se votó en el Parlamento la elección del nuevo presidente.
| Candidatos         | Partido                 | Estado  | Votos |
| ------------------ | ----------------------- | ------- | ----- |
| Jerzy Buzek        | Partido Popular Europeo | Polonia | 555   |
| Eva-Britt Svensson | GUE-NGL                 | Suecia  | 89    |

Elección del 16º presidenta
| Candidatos      | Partido                 | Estado | Votos |
| --------------- | ----------------------- | ------ | ----- |
| Roberta Metsola | Partido Popular Europeo | Malta  | 562   |
| Irene Montero   | The Left                | España | 61    |